# Hybusa minuta
Hybusa minuta är en insektsart som beskrevs av Cândido Firmino de Mello-Leitão 1939. 
Hybusa minuta ingår i släktet Hybusa och familjen Proscopiidae. Inga underarter finns listade i Catalogue of Life.